# داني باس
داني باس (بالإنجليزية: Danny Bass)‏ هو لاعب كرة قدم أمريكية ولاعب كرة قدم كندية أمريكي، ولد في 31 مارس 1958 في لانسنغ في الولايات المتحدة.